# Rheinzabern
Rheinzabern település Németországban, Rajna-vidék-Pfalz tartományban. Lakosainak száma 5086 fő (2023. december 31.). Rheinzabern Jockgrim és Neupotz községekkel határos.

## Népesség
A település népességének változása:
| Lakosok száma | 3433 | 5010 | 5024 | 5014 | 5018 | 5086 |
|               | 1975 | 2017 | 2019 | 2021 | 2022 | 2023 |